# Кірієнко Іван Касіянович
Кирієнко Іван Касіянович (12.10.1880, Київська губернія — 26.-5.1971, Брен-ле-Комте, Бельгія) — офіцер російської армії, активний учасник білого руху.

## Життєпис
Належав до дворянської родини, закінчив київський кадетський корпус та київське військове училище. Брав участь у російсько-японській та Першій світовій війні, де був нагороджений орденом Святого Георгія IV ступеню за хоробрість, та отримав чин спочатку підполковника, потім — полковника. Різко негативно сприйняв Лютневу революцію та хвилю анархії.
У липні уряд доручив йому формування у Києві «першого запасного Георгіївського полку». На цій посаді він зустрів більшовицький заколот у Києві у листопаді 1917 року. Іван Кирієнко взяв активну участь у бойових сутичках у Києві, намагаючись організувати спротив заколотникам силами своїх офіцерів, та після невдачі цієї спроби залишив Київ і з купкою офіцерів поїхав на Дон, де запропонував свої послуги як військового отаману Каледіну. Отримавши його дозвіл, почав формування загону з георгіївських кавалерів («Георгієвська рота»). Є точка зору що, таким чином, Кирієнко став фактичним засновником Добровольчої армії, хоча пізніше ця заслуга була приписана генералам Корнілову та Алексєєву.
Як учасник білого руху Іван Кирієнко брав участь у Першому Льодовому поході, обіймав різні військові та адміністративні посади в армії Денікіна та, потім — Врангеля. З 1920 року — емігрант, проживав у Греції, потім — Югославії. Під час Другої світової війні увійшов у склад військового об'єднання російських емігрантів («Русскій корпус») (квітень 1941).
Брав активну участь у громадському житті еміграції, організатор «Союзу георгіївських кавалерів» та «Союзу учасників Льодового походу». Автор споминів «1613. Від слави та честі до підлості і сорому лютого 1917 року».